# 陽德主教座堂
陽德聖堂（韓語：양덕성당），正式名稱是聖心主教座堂，位於韓國慶尚南道昌原市馬山會原區，是天主教馬山教區的主教座堂。
聖堂由韓國建築師金壽根設計，採用鋼筋混凝土框架與磚承重牆結構。於1975年12月8日奠基，1978年11月25日啟用。聖堂建築曾獲1979年第一次韓國建築家協會獎。

## 外部連結
- 官方網頁 （页面存档备份，存于）